# Perilinhomoeus longisetosus
Perilinhomoeus longisetosus är en rundmaskart som beskrevs av Stekhoven 1950. Perilinhomoeus longisetosus ingår i släktet Perilinhomoeus och familjen Linhomoeidae. Inga underarter finns listade i Catalogue of Life.